# Bastiglia, Modena
Bastiglia là một đô thị ở tỉnh Modena thuộc vùng Emilia-Romagna, có vị trí cách khoảng 40 km về phía tây bắc của Bologna và khoảng 11 km về phía đông bắc của Modena. Tại thời điểm ngày 31 tháng 12 năm 2004, đô thị này có dân số 3.555 người và diện tích 10,5 km².
Đô thị Bastiglia có các frazione (đơn vị cấp dưới) San Clemente.
Bastiglia giáp các đô thị: Bomporto, Modena, Soliera.